# 佩德罗·卡萨多
佩德罗·卡萨多·布乔（西班牙語：Pedro Casado Bucho，1937年11月20日—2021年1月10日），西班牙职业足球运动员，司职后卫。

## 生平
1937年生于马德里。早年是皇家马德里的青训球员。1960年至1966年效力皇家马德里，随球队进行过123场比赛，赢得了6次西甲冠军、1次国王杯冠军、1次欧冠冠军和1次洲际杯冠军。1961年4月2日，他作为西班牙国家队队员，在马德里伯纳乌球场与法国队进行热身赛，最终以2比0获胜。2021年1月10日逝世。

## 冠军
皇家马德里
- 欧冠联赛: 1956–57, 1965–66
- 洲際盃: 1960
- 西甲: 1956–57, 1960–61, 1961–62, 1962–63, 1963–64, 1964–65
- 西班牙國王盃: 1961–62
- 拉丁盃: 1957